# Убийство первой степени (термин)
Убийство первой степени (англ. murder in the first degree) — юридический термин в законодательстве многих штатов США и Канады.

## США
В уголовном законодательстве США встречается два вида классификации, что связано с действующей англо-саксонской системой права:
- Согласно Примерному уголовному кодексу США (англ. Model Penal Code[англ.])[k 1] убийство подразделяется на тяжкое, простое или убийство по небрежности (ч.2 ст. 210.1)[1]
- Согласно Своду законов США (англ. United States Code)[k 2] делится на тяжкое и простое (непредумышленное) убийство; тяжкие убийства — на первую и вторую степень.

Тяжким убийством считается неправомерное убийство человека совершенное с заранее обдуманным злым умыслом. Тяжкое убийство, совершенное путем отравления, из засады или другое умышленное, заранее обдуманное, злостное или предумышленное убийство или убийство осуществленное при совершении или попытке совершения поджога, побега, тяжкого убийства, похищения, измены, шпионажа, саботажа, отягченного сексуального насилия или сексуального насилия, жестокого обращения с детьми, кражи со взломом или грабежа, или совершенные как часть систематического насилия или пыток в отношении детей, или совершенные незаконно и злонамеренно с целью смерти любого человека (кроме самого виновного лица) является тяжким убийством первой степени.Оригинальный текст (англ.)Murder is the unlawful killing of a human being with malice aforethought. Every murder perpetrated by poison, lying in wait, or any other kind of willful, deliberate, malicious, and premeditated killing; or committed in the perpetration of, or attempt to perpetrate, any arson, escape, murder, kidnapping, treason, espionage, sabotage, aggravated sexual abuse or sexual abuse, child abuse, burglary, or robbery; or perpetrated as part of a pattern or practice of assault or torture against a child or children; or perpetrated from a premeditated design unlawfully and maliciously to effect the death of any human being other than him who is killed, is murder in the first degree.— Свод законов США, раздел 18, глава 51, §1111
Все остальные убийства, не имеющие признаков первой степени, относятся ко второй (англ. murder in the second degree).
Классификацию убийства по степеням, закрепленную в Своде законов США, применяют в следующих штатах: Калифорния (ст. 187, 192), Нью-Йорк, Иллинойс (ст.5/9-1), Пенсильвания (ст.2502), Техас (ст. 19.03), Орегон (§ 163.118), Флорида (ст. 782.051(1)).

## Канада
Уголовный кодекс Канады, аналогично Своду законов США, делит тяжкое убийство на первую и вторую степень. Характеристики тяжкого убийства первой степени подразделяют на три группы:
- обстоятельства, характеризующие mens rea (психический элемент) деяния, включающего в себя признаки осознанности и запланированности (англ. planned and deliberate), обязательных для квалификации;
- обстоятельства, характеризующие actus reus (материальный элемент) деяния — убийство сопряжено с иным преступлением: насильственные действия сексуального характера, похищение, террористический акт (ст.ст. 76, 271—273, 279);
- обстоятельства, характеризующие потерпевшего (ст. 231)[7].

## Комментарии
1. ↑  Создан в 1962 году в Институте американского права для унификации уголовного законодательства, не является нормативно-правовым актом, принят как типовая модель уголовного закона в некоторых штатах.
2. ↑  Основной источник права федерального законодательства США.